# Breiskaret
Breiskaret är ett bergspass i Antarktis. Det ligger i Östantarktis. Norge gör anspråk på området. Breiskaret ligger 1 610 meter över havet.
Terrängen runt Breiskaret är varierad. Trakten är obefolkad. Det finns inga samhällen i närheten.